# Ostrý vrch (Ještědsko-kozákovský hřbet)
Ostrý vrch (511 m n. m., německy Spitzstein) je vrch v okrese Liberec Libereckého kraje. Leží asi 2 km ssz. od vsi Jítrava na katastrálním území vsi Dolní Suchá. Vrch je součástí CHKO Lužické hory.
Ostrý vrch leží při samém severozápadním okraji Ještědsko-kozákovského hřbetu.

## Geomorfologické zařazení
Vrch náleží do celku Ještědsko-kozákovský hřbet, podcelku Ještědský hřbet, okrsku Kryštofovy hřbety, podokrsku Vápenný hřbet a části Vysocký hřbet.

## Přístup
Automobilem lze nejblíže přijet do Horního sedla. Odtud vede po severním svahu Ostrého vrchu společně červená turistická značka a Mezinárodní naučná stezka Lužické a Žitavské hory na sousední vrch Vysoká (545 m n. m.) a dále do směru Sloní kameny a Jítrava.